# Lycosa niceforoi
Lycosa niceforoi är en spindelart som beskrevs av Cândido Firmino de Mello-Leitão 1941. 
Lycosa niceforoi ingår i släktet Lycosa och familjen vargspindlar. Artens utbredningsområde är Colombia. Inga underarter finns listade i Catalogue of Life.